# Urucurituba
Urucurituba is een gemeente in de Braziliaanse deelstaat Amazonas. De gemeente telt 18.541 inwoners (schatting 2009).
De gemeente grenst aan Urucará, Itacoatiara, São Sebastião do Uatumã, Parintins, Silves, Itapiranga, Barreirinha en Boa Vista do Ramos.